# Ransgöl
Ransgöl är en sjö i Nybro kommun i Småland och ingår i Alsteråns huvudavrinningsområde.